# Batalla de Kahe
La batalla de Kahe es va lliurar durant la Campanya d'Àfrica Oriental de la Primera Guerra Mundial, i va ser l'última acció entre les forces alemanyes i l'Entesa abans de la retirada alemanya de la zona del Kilimanjaro.
Les forces britàniques i sud-africanes van envoltar les posicions alemanyes a Kahe, al sud de la muntanya Kilimanjaro. Les forces de l'Entesa van infligir nombroses baixes i van capturar grans peces d'artilleria alemanyes.
Les forces alemanyes es van retirar d'allí, cap a més a l'interior de la colònia.